# Wiegelrade
De hoeve Wiegelrade staat in de Nederlandse buurtschap Viel, provincie Limburg. Sinds 1967 is de hoeve een rijksmonument.

## Geschiedenis
De oudste vermelding van de laathof Wiegelrade is uit 1423. In dat jaar werd Johan van Tegelen met de hoeve beleend. Wiegelrade was toen een grootleen van het Land van Valkenburg. Vanaf het midden van de 15e eeuw kreeg de familie Van Schönrade de hoeve in eigendom. Hun nazaten bleven eigenaar tot 1545. In dat jaar droeg Frans van Schönrade het goed Wiegelrade over aan de landcommandeur van de Balije Biesen van de Duitse Orde. Onder de Duitse Orde werd Wiegelrade een pachtgoed.
In 1665 was de inmiddels vervallen geraakte hoeve herbouwd door landcommandeur Edmond Godfried van Bocholtz. De Duitse Orde bleef eigenaar van Wiegelrade totdat de Franse overheid in 1796 alle bezittingen van de Orde onteigende. Een jaar later werd Wiegelrade verkocht aan Jacob Eggen.
In 1864 raakte Wiegelrade verdeeld. De hoeve werd met een deel van de gronden verkocht aan de pachter Bougie. Hij verkocht Wiegelrade ook weer door, namelijk aan Charles de Limpens. Deze overleed in 1866. De Weldadige Stichting Jan de Limpens kreeg Wiegelrade in 1893 in eigendom.

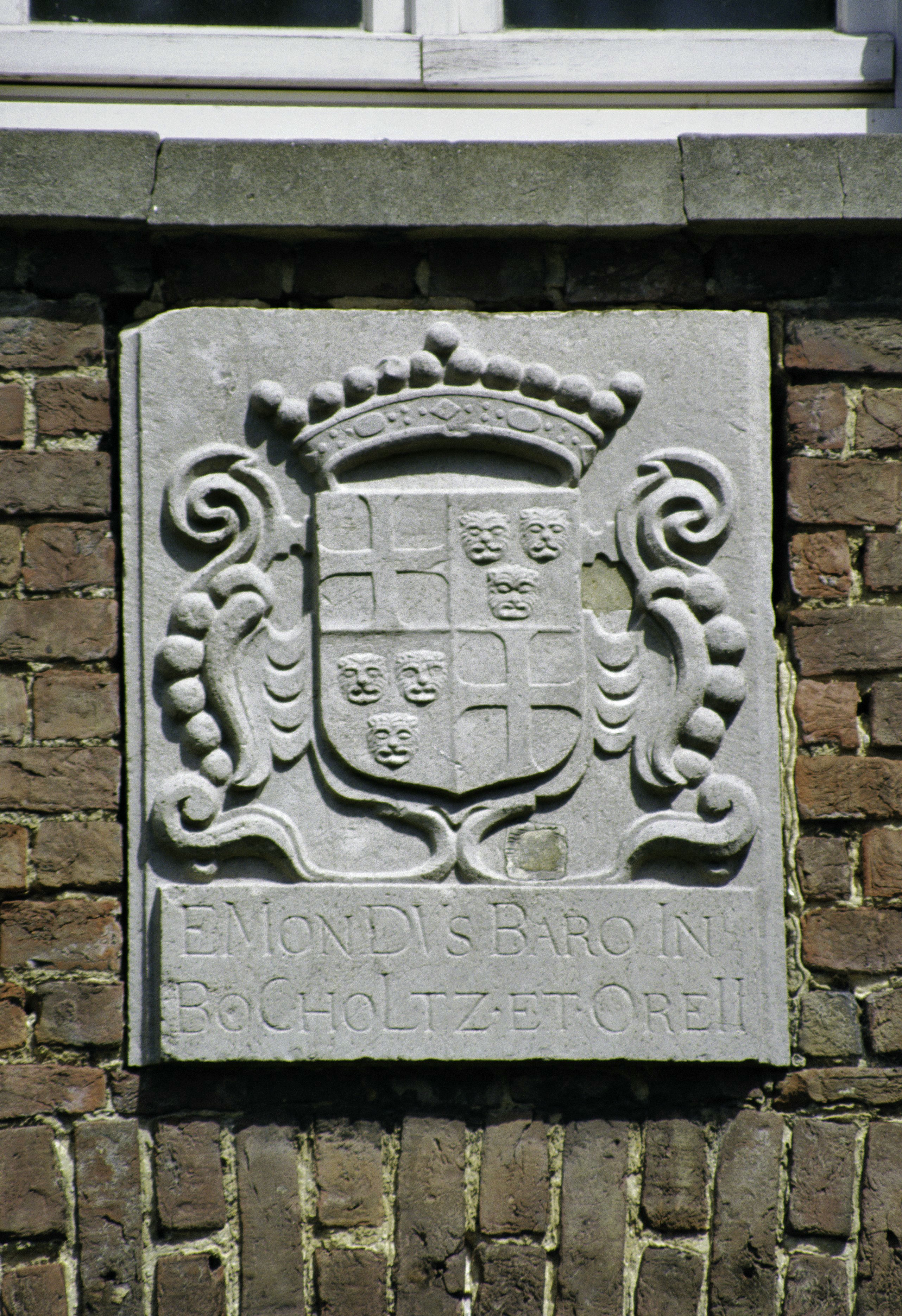
Wapensteen van Edmond Godfried van Bocholtz (1658)

## Beschrijving
Het is aannemelijk dat de hoeve Wiegelrade al bestond vóór de belening uit 1423. Het zal waarschijnlijk nooit een kasteel of versterkt huis zijn geweest, maar was vanaf het begin al een agrarisch gebouwencomplex rondom een binnenplaats.
Tueen 1658 en 1665 had de Duitse Orde de vervallen hoeve Wiegelrade herbouwd. Hieraan herinnert onder andere de wapensteen uit 1658 van landcommandeur Edmond Godfried van Bocholtz. Deze steen bevindt zich tegenwoordig in de gevel van het woongedeelte maar zal oorspronkelijk boven de toegangspoort zijn aangebracht. Nieuwe renovatiewerkzaamheden aan de hoeve volgden in 1762.
De tegenwoordige hoeve heeft een 18e-eeuwse uitstraling. Rondom de gesloten binnenplaats liggen de diverse bakstenen gebouwen, waarvan een deel nog is uitgevoerd in vakwerkbouw. De toegangspoort vertoont bouwdelen uit de 17e eeuw. De kelders met tongewelven onder de boerderij zijn van een oudere voorganger.